# Santana do Cariri
Santana do Cariri is een gemeente in de Braziliaanse deelstaat Ceará. De gemeente telt 18.369 inwoners (schatting 2009).

## Cultuur

### Bezienswaardigheid
- Museu de Paleontologia da Universidade Regional do Cariri, paleontologisch museum